# Fernando Ricksen
Fernando Ricksen (ur. 27 lipca 1976 w Heerlen, zm. 18 września 2019 w Airdrie) – holenderski piłkarz, grający na pozycji prawego obrońcy.

## Kariera klubowa
Ricksen jest wychowankiem klubu EHC Hoensbroek, a następnie grał w innym amatorskim zespole RKONS Landgraaf. Przebywał także w szkółce piłkarskiej Rody JC Kerkrade, a w 1993 roku został piłkarzem pierwszej drużyny Fortuny Sittard. W Eerste divisie zadebiutował 2 października w przegranym 1:2 meczu z NEC Nijmegen. W 1995 roku wywalczył z Fortuną awans do Eredivisie i w pierwszej lidze grał jeszcze przez 2 sezony, a w 1997 roku trafił do drugoligowego wówczas AZ Alkmaar. Grał tam w wyjściowej jedenastce i już po roku wspomógł zespół w awansie do pierwszej ligi. Z AZ w Eredivisie grał przez 2 sezony, aż do końca sezonu 1999/2000.
Latem 2000 za 3,6 miliona funtów Ricksen przeszedł do zespołu Rangers. Do zespołu ściągnął go jego rodak, menedżer Dick Advocaat. Spotkał tam także innych Holendrów, Arthura Numana, Berta Kontermana, Giovanniego van Bronckhorsta, Ronalda de Boera oraz Michaela Molsa. Początek w Rangersach miał jednak nieudany i już w meczu z Celtikiem Glasgow, przegranym 2:6 został zmieniony w przerwie. W 2001 roku z Rangersami nie wywalczył jednak mistrzostwa kraju i to właśnie rywale zza miedzy zostali najlepszą drużyną sezonu w Szkocji. W grudniu 2001 nowym menedżerem Rangers został Alex McLeish i już za jego kadencji piłkarze z Glasgow zdobyli w 2002 roku zarówno Puchar Szkocji jak i Puchar Ligi Szkockiej. Natomiast w 2003 roku Ricksen sięgnął z Rangersami po potrójną koronę: mistrzostwo, puchar i puchar ligi (35 meczów i 3 gole w sezonie). Rok 2004 to jednak okres dominacji Celtiku i dopiero w 2005 roku Ricksen mógł z klubowymi kolegami świętować kolejne sukcesy, czyli drugie w karierze mistrzostwo kraju oraz swój trzeci puchar ligi. W Glasgow Ricksen grał do lata 2006 i wtedy po raz kolejny w karierze zmienił barwy klubowe.
Rikcsen wyjechał do Rosji i znów zetknął się z Dickiem Advocaatem, który ściągnął go do Zenitu Petersburg. W lidze zagrał łącznie 36 meczów i strzelił 2 gole. W 2007 roku wywalczył z Zenitem mistrzostwo Rosji, a w 2008 roku zdobył Puchar UEFA. Po tamtym sukcesie zakończył karierę piłkarską.
| Sezon   | Klub             | Kraj     | Rozgrywki      | Mecze | Bramki |
| ------- | ---------------- | -------- | -------------- | ----- | ------ |
| 1993/94 | Fortuna Sittard  | Holandia | Eerste divisie | 2     | 0      |
| 1994/95 | Fortuna Sittard  | Holandia | Eerste divisie | 30    | 2      |
| 1995/96 | Fortuna Sittard  | Holandia | Eredivisie     | 28    | 1      |
| 1996/97 | Fortuna Sittard  | Holandia | Eredivisie     | 34    | 4      |
| 1997/98 | AZ Alkmaar       | Holandia | Eerste divisie | 32    | 1      |
| 1998/99 | AZ Alkmaar       | Holandia | Eredivisie     | 31    | 0      |
| 1999/00 | AZ Alkmaar       | Holandia | Eredivisie     | 29    | 9      |
| 2000/01 | Rangers          | Szkocja  | Premier League | 27    | 1      |
| 2001/02 | Rangers          | Szkocja  | Premier League | 31    | 4      |
| 2002/03 | Rangers          | Szkocja  | Premier League | 35    | 3      |
| 2003/04 | Rangers          | Szkocja  | Premier League | 30    | 1      |
| 2004/05 | Rangers          | Szkocja  | Premier League | 38    | 4      |
| 2005/06 | Rangers          | Szkocja  | Premier League | 22    | 0      |
| 2006    | Zenit Petersburg | Rosja    | Priemjer-Liga  | 14    | 2      |
| 2007    | Zenit Petersburg | Rosja    | Priemjer-Liga  | 14    | 0      |
| 2008    | Zenit Petersburg | Rosja    | Priemjer-Liga  | 8     | 0      |

## Kariera reprezentacyjna
W reprezentacji Holandii Ricksen zadebiutował 15 listopada 2000 w wygranym 2:1 wyjazdowym meczu z Hiszpanią, gdy w 88. minucie zmienił Paula Bosvelta. W 2002 i 2003 roku był podstawowym zawodnikiem kadry w eliminacjach do Euro 2004, jednak na sam turniej nie pojechał. Od 2000 do 2003 roku rozegrał w kadrze narodowej 12 meczów.

## Życie osobiste
Ricksen był zawodnikiem o nieustępliwym charakterze, co potwierdzał nie tylko walecznością na boisku, ale też takimi zachowaniami jak bójka w trakcie meczu w barwach Zenitu St. Petersburg z kapitanem swojej drużyny – Władisławem Radimowem, po której został usunięty z boiska przez sędziego.
Ricksen miewał poważne problemy alkoholowe. Jak sam przyznał, po meczach ligi szkockiej czymś normalnym było wlewanie w siebie dużych ilości alkoholu, co w jego przypadku doprowadziło do poważnego uzależnienia.
W 2013 roku Ricksen ujawnił, że wykryto u niego nieuleczalną chorobę ALS.
W związku z chorobą Ricksen otrzymał wiele wsparcia od ludzi sportu oraz klubu, którego jest legendą – Glasgow Rangers. We wrześniu 2015 roku na stadionie Ibrox odbył się mecz wsparcia dla Fernando Ricksena, w którym zagrali starzy koledzy z boiska piłkarza w barwach Rangers oraz drużyna „przyjaciół Ricksena”. Ricksen sam rozpoczął mecz kopnięciem piłki, a w trakcie samego wydarzenia reagował bardzo emocjonalnie widząc tłum fanów na stadionie. W październiku 2016 roku na mecz Ligi Mistrzów pomiędzy Realem Madryt a Legią Warszawa zaprosił go gwiazdor gospodarzy – Cristiano Ronaldo. Po meczu przekazał mu swoją koszulkę.
Zmarł 18 września 2019 w wyniku stwardnienia zanikowego bocznego.